# قهرمان کار سوسیالیست
قهرمان کار سوسیالیست (روسی: Герой Социалистического Труда) عنوانی افتخاری در اتحاد جماهیر شوروی و سایر کشورهای پیمان ورشو بود. این عنوان بالاترین درجه تمایز برای دستاوردهای استثنایی در اقتصاد و فرهنگ ملی بود. این عنوان همانند عنوان قهرمان اتحاد شوروی بود که به دلیل اعمال قهرمانانه داده می‌شد، اما بر خلاف آن، به شهروندان خارجی تعلق نمی‌گرفت.
در مارس ۲۰۱۳، ولادیمیر پوتین با صدور فرمانی عنوان «قهرمان کار فدراسیون روسیه» را به عنوان جایگزین قهرمان کار سوسیالیست معرفی کرد.

## برندگان

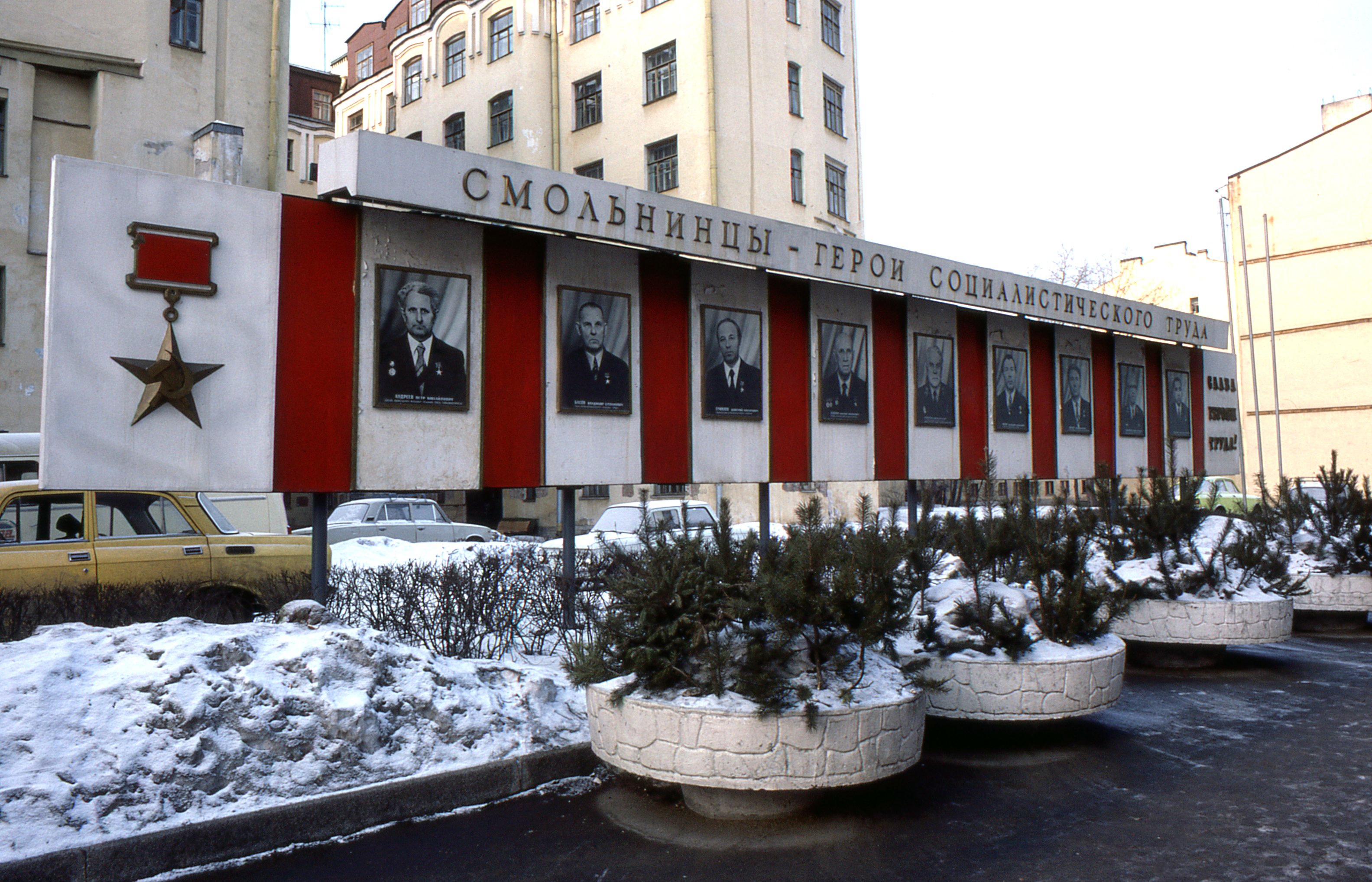
تزئین خیابان با تصاویر قهرمانان کار سوسیالیست. لنینگراد، ۱۹۸۴

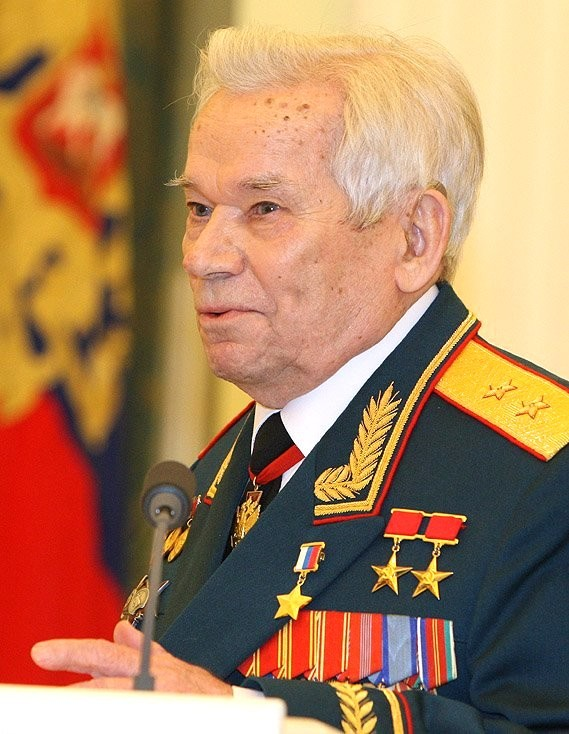
میخائیل کلاشنیکف طراح اسلحه کلاشنیکف در حالیکه یک مدال قهرمان فدراسیون روسیه و دو مدال قهرمان کار سوسیالیست را بر سینه دارد

در تاریخ اتحاد جماهیر شوروی، ۲۰٬۸۱۲ نفر یک بار، ۱۰۵ نفر دو بار و ۱۶ نفر سه بار قهرمان کار سوسیالیست شدند. برندگان سه دوره‌ای عبارتند از:
1. آناتولی الکساندروف
2. بوریس واننیکوف
3. نیکولای دوخوف
4. یاکوف زلدوویچ
5. سرگئی ایلیوشین
6. مستیسلاو کلدیش
7. دینمخمد کونایف
8. ایگور کورچاتوف
9. آندره ساخاروف
10. جفیم اسلاوسکی
11. آندری توپولف
12. حمروقول تورسونقولوف
13. یولی خاریتون
14. نیکیتا خروشچف
15. کنستانتین چرنینکو
16. کیریل شچلکین